# قانون برلین بزرگ
قانون برلین بزرگ ( آلمانی: Groß-Berlin-Gesetz   ، به طور رسمی قانون مربوط به ایجاد شهرداری جدید برلین ( آلمانی: Gesetz über die Bildung einer neuen Stadtgemeinde Berlin   ) قانوني بود كه در سال 1920 توسط دولت ايالتی پروس تصويب شد كه وسعت برلين پايتخت پروس و آلمان را تا حد زيادی گسترش داد.
طبق قانون بزرگ برلین این شهر اندازه قابل توجهی گسترش یافت تا به کلان شهری بزرگ تبدیل شود و بتواند به عنوان پایتخت نقشی مهم تری در جمعیت و جایگاه خدماتی آلمان داشته باشد.